# Абделлах, Насер
Насер Абделлах (араб. ناصر عبد الله‎; род. 3 марта 1966, Сиди-Слиман) — марокканский футболист, выступавший на позиции защитника за сборную Марокко.

## Клубная карьера
Насер Абделлах начинал свою карьеру футболиста в бельгийском клубе «Мехелен». В 1987 году он выступал за «Борнем», а затем перешёл в «Ломмел». В 1990 году Абделлах стал игроком команды «Серкль Брюгге», а в 1993 году — «Варегем».
Сезон 1994/95 марокканец провёл за клуб испанской Сегунды «Оренсе», а сезон 1996/97 — за команду нидерландского Первого дивизиона «Ден Босх». В 1997—2000 годах Абделлах продолжил играть во второй по значимости лиге Нидерландов, представляя «Телстар».
В 2000 году защитник вернулся на родину, став футболистом «Кавкаба» из Марракеша. В 2003 году Абделлах возвратился в бельгийский «Мехелен», выступавший тогда в третьей по значимости лиге страны, провёл за него несколько матчей и вскоре завершил свою игровую карьеру.

## Карьера в сборной
Насер Абделлах был включён в состав сборной Марокко на чемпионат мира по футболу 1994 года в США, где провёл за неё две игры: группового этапа с Бельгией и Саудовской Аравией.

## Достижения
Мехелен
- Обладатель Кубка Бельгии (1): 1986/87